# Neonectria major
Neonectria major är en svampart som först beskrevs av Hans Wilhelm Wollenweber, och fick sitt nu gällande namn av Castl. & Rossman 2006. Neonectria major ingår i släktet Neonectria och familjen Nectriaceae.   Inga underarter finns listade i Catalogue of Life.